# Droga krajowa B41 (Austria)
Droga krajowa B41 (Gmündner Straße) – droga krajowa w Austrii biegnąca równolegle do granicy z Republiką Czeską. Jedno-jezdniowa zaczyna się na skrzyżowaniu z  Böhmerwald Straße i biegnie w kierunku północnym w kierunku miasta Gmünd. Kilka kilometrów dalej krzyżuje się z B2 (na południe od Schrems.